# Міроминська
Міроминська (рос. Мироминская) — присілок в Вельському районі Архангельської області Російської Федерації.
Населення становить 32 особи. Входить до складу муніципального утворення Усть-Вельське муніципальне утворення.

## Історія
Від 1937 року належить до Архангельської області.
Від 2004 року належить до муніципального утворення Усть-Вельське муніципальне утворення.

## Населення
| 2002 | 2010 | 2012 | 2014 |
| ---- | ---- | ---- | ---- |
| 18   | ↗34  | ↘25  | ↗32  |